# Copa Asiática 1972
La V Copa Asiática de fútbol se llevó a cabo entre el 7 y el 19 de mayo de 1972 en Tailandia. El torneo fue organizado por la Confederación Asiática de Fútbol. El campeón del torneo final fue la Selección de Irán, que obtuvo su segundo título consecutivo, una vez más de manera invicta, con cinco victorias en igual número de partidos.

## Equipos participantes
En cursiva los equipos debutantes.
| Equipos participantes | Equipos participantes | Equipos participantes |
| --------------------- | --------------------- | --------------------- |
| Corea del Sur         | Irán                  | República Jemer       |
| Irak                  | Kuwait                | Tailandia             |

## Sede
| Bangkok | Bangkok           |
| ------- | ----------------- |
| Bangkok | National Stadium  |
| Bangkok | Capacidad: 26,000 |
| Bangkok |                   |

## Resultados

### Partidos de ubicación de grupos
| 7-5-1972 | Corea del Sur                              | 0:0 (2:4 p.)               | Irak                          | National Stadium, Bangkok      |  |
|          |                                            |                            |                               | Asistencia: 2,000 espectadores |  |
|          |                                            | Tiros desde el punto penal |                               |                                |  |
|          | Cha Bum-Kun · Hwang Jae-Man · Park Su-Deok |                            | Aziz · Nouri · Kadhim · Fathi |                                |  |

| 7-5-1972 | Irán                     | 2:0 | República Jemer | National Stadium, Bangkok                              |                                                        |
|          | Kalani 45' · Iranpak 51' |     |                 | Asistencia: 2,000 espectadores Árbitro(s): Kim Jo-Wong | Asistencia: 2,000 espectadores Árbitro(s): Kim Jo-Wong |

| 8-5-1972 | Tailandia | 0:2 | Kuwait                   | National Stadium, Bangkok |  |
|          |           |     | Khalaf 42' · Marzouq 87' |                           |  |

### Primera fase

#### Grupo 1
| Equipo    | Pts | PJ | PG | PE | PP | GF | GC | Dif |
| --------- | --- | -- | -- | -- | -- | -- | -- | --- |
| Irán      | 4   | 2  | 2  | 0  | 0  | 6  | 2  | +4  |
| Tailandia | 1   | 2  | 0  | 1  | 1  | 3  | 4  | −1  |
| Irak      | 1   | 2  | 0  | 1  | 1  | 1  | 4  | −3  |

| 9 de mayo de 1972 | Irán               | 3:0 (1:0) | Irak | Estadio Suphachalasai, Bangkok                                             |                                                                            |
|                   | Kalani 34' 70' 78' |           |      | Asistencia: 5.000 espectadores Árbitro(s): Sivapalan Kathiravale (Malasia) | Asistencia: 5.000 espectadores Árbitro(s): Sivapalan Kathiravale (Malasia) |

| 11 de mayo de 1972 | Tailandia      | 1:1 (0:1) | Irak      | Estadio Suphachalasai, Bangkok |  |
|                    | Meelarpkit 57' |           | Yousif 6' |                                |  |

| 13 de mayo de 1972 | Tailandia             | 2:3 (0:0) | Irán                | Estadio Suphachalasai, Bangkok                                |                                                               |
|                    | Tantariyanond 69' 70' |           | Jabbari 80' 86' 88' | Asistencia: 25.000 espectadores Árbitro(s): Matolzi (Malasia) | Asistencia: 25.000 espectadores Árbitro(s): Matolzi (Malasia) |

#### Grupo 2
| Equipo          | Pts | PJ | PG | PE | PP | GF | GC | Dif |
| --------------- | --- | -- | -- | -- | -- | -- | -- | --- |
| Corea del Sur   | 2   | 2  | 1  | 0  | 1  | 5  | 3  | +2  |
| República Jemer | 2   | 2  | 1  | 0  | 1  | 5  | 4  | +1  |
| Kuwait          | 2   | 2  | 1  | 0  | 1  | 2  | 5  | −3  |

| 10 de mayo de 1972 | Corea del Sur                                                             | 4:1 (1:0) | República Jemer | Estadio Suphachalasai, Bangkok |  |
|                    | Park Su-deok 37' · Lee Hoi-taek 59' · Cha Bum-Kun 69' · Park Lee-chun 78' |           | Sukhom 82'      |                                |  |

| 12 de mayo de 1972 | Corea del Sur           | 1:2 (1:1) | Kuwait                    | Estadio Suphachalasai, Bangkok |  |
|                    | Park Lee-chun 2' (pen.) |           | Sultan 25' · Duraiham 73' |                                |  |

| 14 de mayo de 1972 | República Jemer                                                         | 4:0 (1:0) | Kuwait | Estadio Suphachalasai, Bangkok |  |
|                    | Doeur Sokhom 23' · Sok Sun Hean 56' · Tes Sean 59' · Sea Cheng Eang 80' |           |        |                                |  |

### Segunda fase
|  | Semifinales          | Semifinales         |   |                     | Final               | Final |  |
|  |                      |                     |   |                     |                     |       |  |
|  |                      |                     |   |                     |                     |       |  |
|  | Bangkok, 16 de mayo  |                     |   |                     |                     |       |  |
|  | Irán                 | 2                   |   |                     |                     |       |  |
|  | República Jemer      | 1                   |   |                     |                     |       |  |
|  |                      |                     |   |                     |                     |       |  |
|  |                      |                     |   |                     | Bangkok, 19 de mayo |       |  |
|  |                      |                     |   |                     | Irán (pró.)         | 2     |  |
|  |                      | Corea del Sur       | 1 |                     |                     |       |  |
|  |                      |                     |   |                     |                     |       |  |
|  |                      |                     |   |                     |                     |       |  |
|  |                      |                     |   |                     | Tercer lugar        |       |  |
|  | Bangkok, 17 de mayo  | Bangkok, 17 de mayo |   | Bangkok, 19 de mayo | Bangkok, 19 de mayo |       |  |
|  | Tailandia            | 1 (1)               |   | República Jemer     | 2 (3)               |       |  |
|  | Corea del Sur (pen.) | 1 (2)               |   |                     | Tailandia (pen.)    | 2 (5) |  |

#### Semifinales
| 16 de mayo de 1972 | Irán                           | 2:1 (1:1) | República Jemer | Estadio Suphachalasai, Bangkok                                |                                                               |
|                    | Iranpak 13' · Ghelichkhani 47' |           | Sokhom 18'      | Asistencia: 2.000 espectadores Árbitro(s): Matolozi (Malasia) | Asistencia: 2.000 espectadores Árbitro(s): Matolozi (Malasia) |

| 17 de mayo de 1972 | Corea del Sur      | 1:1 (0:0, 0:0) (t. s.)(2:1 p.) | Tailandia         | Estadio Suphachalasai, Bangkok |  |
|                    | Park Lee-chun 115' |                                | Tantariyanond 98' |                                |  |

#### Tercer lugar
| 19 de mayo de 1972 | República Jemer | 2:2 (2:2, 1:1) (t. s.)(3:5 p.) | Tailandia         | Estadio Suphachalasai, Bangkok |  |
|                    | Kimchi 44' 49'  |                                | Narding 6' 90+13' |                                |  |

#### Final
| 19 de mayo de 1972 | Irán                      | 2:1 (1:1, 0:0) (t. s.) | Corea del Sur     | Estadio Suphachalasai, Bangkok                                              |                                                                             |
|                    | Jabbari 48' · Kalani 108' |                        | Park Lee-chun 65' | Asistencia: 15.000 espectadores Árbitro(s): Sivapalan Kathiravale (Malasia) | Asistencia: 15.000 espectadores Árbitro(s): Sivapalan Kathiravale (Malasia) |

|                         |
| Bandera de Irán         |
| Campeón Irán 2.º título |

## Posiciones finales
| Equipo | Equipo          | Pts | PJ | PG | PE | PP | GF | GC | Dif | Rend   |
| ------ | --------------- | --- | -- | -- | -- | -- | -- | -- | --- | ------ |
| 1      | Irán            | 8   | 4  | 4  | 0  | 0  | 10 | 4  | +6  | 100,0% |
| 2      | Corea del Sur   | 3   | 4  | 1  | 1  | 2  | 7  | 6  | +1  | 37,5%  |
| 3      | Tailandia       | 3   | 4  | 0  | 3  | 1  | 6  | 7  | -1  | 37,5%  |
| 4      | República Jemer | 3   | 4  | 1  | 1  | 2  | 8  | 8  | 0   | 37,5%  |
| 5      | Kuwait          | 2   | 2  | 1  | 0  | 1  | 2  | 5  | -3  | 50,0%  |
| 6      | Irak            | 1   | 2  | 0  | 1  | 1  | 1  | 4  | -3  | 25,0%  |

## Goleadores
5 goles
- Hossein Kalani

4 goles
- Ali Jabbari
- Park Lee-chun

3 goles
- Doeur Sokhom
- Prapon Tantariyanond

2 goles
- Safar Iranpak

1 gol
- Parviz Ghelichkhani
- Ammo Yousif
- Sea Cheng Eang
- Sok Sun Hean
- Tes Sean
- Fayez Marzouq
- Ibrahim Duraiham
- Jawad Khalaf
- Mohammad Sultan
- Cha Bum-Kun
- Lee Hoi-taek
- Park Su-deok
- Supakit Meelarpkit